# جيم ماكنزي (لاعب هوكي الجليد)
جيم ماكنزي هو لاعب هوكي الجليد كندي، ولد في 3 نوفمبر 1969 في Gull Lake, Saskatchewan ‏ في كندا.

## وصلات خارجية
- جيم ماكنزي على موقع دوري الهوكي الوطني (الإنجليزية)
- جيم ماكنزي على موقع قاعة مشاهير الهوكي (لاعب أن.إتش.أل) (الإنجليزية)
- جيم ماكنزي على موقع EliteProspects.com (الإنجليزية)
- جيم ماكنزي على موقع HockeyDB.com (الإنجليزية)
- جيم ماكنزي على موقع Hockey-Reference.com (الإنجليزية)